# Buctzotz
Buctzotz é um município do estado do Iucatã, no México. Conta com uma extensão territorial de 543.25 km². A população do município calculada no censo 2005 era de 8.379 habitantes.